# Monolepta ogloblini
Monolepta ogloblini is een keversoort uit de familie bladkevers (Chrysomelidae). De wetenschappelijke naam van de soort werd in 1946 gepubliceerd door Papp.